# イギリス国鉄5形蒸気機関車
イギリス国鉄 5形蒸気機関車（イギリスこくてつ 5がたじょうききかんしゃ、英語: BR Standard 5MT）は、イギリス国鉄が1950年代に製造した12タイプの制式機関車のひとつ。LMS 5形蒸気機関車（愛称：ブラックファイブ）を発展させ、1951年から1957年の間に合計172台が製造された。

## 背景
原型となる蒸気機関車はロンドン・ミッドランド・アンド・スコティッシュ鉄道（LMS）の5形であり、設計士ウィリアム・ステニア（en）が手がけイギリスで設計された客貨両用型機関車のなかで最も効率的だった。同型式の製造は1934年に始まり鉄道事業の国有化後も1951年まで続いた。LMSの設計に基づいて、近代的なアイデアを取り入れた新しい「標準」の機関車がイギリス国鉄によって建造された。
制式蒸気機関車は自動清掃灰箱と揺り火格子により火室が荒れないことから、長い「当番」が明ける乗務員が疲れた体で掃除をする手間を省いた。これら機能は、第二次世界大戦後の労賃上昇に対応するため開発された。
5形の設計原案は車輪配置 4-6-2で、1948年イギリス蒸気機関車更新試験で優秀な成績を示したサザン鉄道独自の通称「Bulleid ライト・パシフィック」（en）のコンセプトに類似していた。ただしその巨大さは5形の出力区分には無用で、かつコスト高と見なされたため、実績のあるLMS 5形4-6-0 の設計が代わりに下敷きに採用された。またパシフィックタイプの設計はイギリスの鉄道事業者が統合されると、諸元を拡大してイギリス国鉄の6形蒸気機関車に使用されることになる。

## 設計と製造

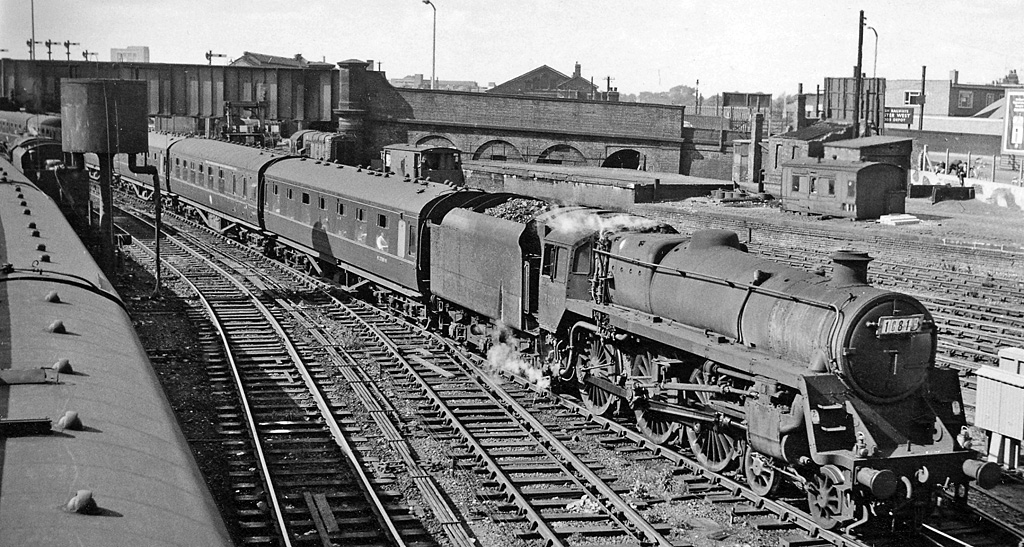
カプロッティ式ギアと大型の炭水車をつけた73140。（1964年、チェスタージェネラル）

設計作業は旧ロンドン・アンド・ノース・イースタン鉄道（LNER）のドンカスター工場が担当したが、建造の大部分はダービー工場へ移された。機関車に積んだBR標準ボイラーは、LMS 5形が採用したステニア型3Bと寸法は非常に近いが、材料はニッケル鋼の代わりにマンガン鋼である。変更箇所のうち、高さが増したランニングプレートがまず目につく。駆動ホイールとシリンダーボアはそれぞれ、6 ft 0 in（1.829 m）が6 ft 2 in（1.880 m）に、18.5 in（457mm）が19 in （483mm）にわずかに大きくなった。標準キャブは外部配管を回し、ドーム下のボイラーには運転席側にレギュレータ・グランドを装備した。これらの変更の多くはメンテナンスの手間削減、または他の制式機関車と共有する標準コンポーネントを組み込むためだった。
ダービー工場は本形式の初号機73000を1951年4月に完成し、1952年1月の製造打ち切りまで30両を送り出した。ドンカスター工場製の42両は1955年8月に着工し完了は1957年5月で、その1か月後にダービー工場から最終機1台が出て行く。
73125から73154までの30台は、カプロッティ式弁装置とポペットバルブを装備した。
| 号        | 日付（年） | 工場名       | 炭水車 | バルブギアー   | 備考、配備先機関区（台数）                 |
| --------- | ---------- | ------------ | ------ | -------------- | ------------------------------------------ |
| 73000–29  | 1951       | ダービー     | BR1    | ワルシャート式 | ミットランド（25）、スコットランド（5）    |
| 73030–49  | 1953       | ダービー     | BR1    | ワルシャート式 | ミットランド（10）、スコットランド（10）   |
| 73050–52  | 1954       | ダービー     | BR1G   | ワルシャート式 | 南部、サマセット・ドーセット合弁鉄道（en） |
| 73053–64  | 1954       | ダービー     | BR1H   | ワルシャート式 | ミットランド（10）、スコットランド（2）    |
| 73065–71  | 1954       | ダービー     | BR1C   | ワルシャート式 | ミットランド                               |
| 73072–79  | 1955       | ダービー     | BR1C   | ワルシャート式 | ミットランド（3）、スコットランド（5）     |
| 73080–89  | 1955       | ダービー     | BR1B   | ワルシャート式 | 南部                                       |
| 73090–99  | 1955       | ダービー     | BR1C   | ワルシャート式 | ミットランド                               |
| 73100–09  | 1955       | ドンカスター | BR1B   | ワルシャート式 | スコットランド                             |
| 73110–19  | 1955       | ドンカスター | BR1F   | ワルシャート式 | 南部                                       |
| 73120–-24 | 1956       | ドンカスター | BR1B   | ワルシャート式 | スコットランド                             |
| 73125–34  | 1956       | ダービー     | BR1B   | カプロッティ式 | ポペットバルブ。西部                       |
| 75135–44  | 1956       | ダービー     | BR1C   | カプロッティ式 | ポペットバルブ。ミットランド               |
| 73145–54  | 1957       | ダービー     | BR1B   | カプロッティ式 | ポペットバルブ。スコットランド             |
| 73155–59  | 1956       | ドンカスター | BR1B   | ワルシャート式 | 東部                                       |
| 73159-171 | 1957       | ドンカスター | BR1B   | ワルシャート式 | 北東                                       |

## 運用
標準5形は、国有化前のLMS 5形よりもはるかに経済的な高速急行用機関車であり、本形式はランニングボードの高さも経済的な効率の良さを示すと解釈され、「Bulleid パシフィック」より経済的で運行しやすいという者が一部にいた。乗務員の間では、たっぷりの蒸気で100mph弱までの加速が非常に滑らかだと評判になる。「クラン」類は「ファイブ」と比べると、急行編成で客車をあと1両追加できる可能性がある。標準5形の人気が広く定着するには日数がかかり、粗悪な石炭でも蒸気機関を運転できる燃焼技術の導入を待つこととなった。
他の制式蒸気機関車と比較すると導入も円滑に進み、LMS 5形と互換的に使用された。その牽引力を買われて高速旅客列車から低速の貨物列車まで、さまざまな業務に充てられた。蒸気機関時代が終わりに向かう1960年代の半ばから末にわたり、多くの急行列車を牽引した。エディンバラ-アバディーン、ロンドン-サウサンプトン-ボーンマス-ウェイマスなどの長距離から、シェフィールドやリーズを発する北部からミッドランドのローカル急行、あるいは東西の軸リバプール・アンド・マンチェスター鉄道、イギリス最大の保養地ブラックプールに至るまで、それぞれのローカル路線の人々を運んだ。一部の機関車は1968年、蒸気機関車退役の日にも運行している。
地域ごとに異なる配置に応えるため炭水車の仕様を設計し、なかでも南部の機関区の路線には給水塔やウォーター・スクープが設置されておらず、初期の機関車（73110-73119）にはタンク容量5,625英ガロンの炭水車BR1Fを連結し、10両編成で当時のターミナル駅のナインエルムズに配備した。ここでは主にロンドン-ソールズベリー、ロンドン-ボーンマスの路線を運行しており、1965年にナインエルムズから配転されたのちも、南部を拠点に1967年まで現役であった。スチュワート・レーンに配備された機関車にはタンク容量4,725ガロンの炭水車があてがわれた。1959年にロンドン・ヴィクトリア駅からドーバーとラムズゲートまでチャタム本線の電化が完了すると、蒸気機関車はナインエルムズに再配備されている。
バース・グリーンパーク拠点の73050号から73052号の3台には炭水車BR1G（容量5,000ガロン）が連結され、バースからボーンマスまでサマセット-ドーセット線を運行した。
スコットランドに割り当てられた機関車はほぼ同地に留まり、廃車までこの地域でのみ運用された。機関車2台はシュルーズベリーへの配置換えまで、新車の1953年7月から8月にかけてポルマディーに置かれている。その頃、同様にカーライル・キングムーア機関区に割り当てられた3台は、シュルーズベリーへも運行している。当時、この機関区はスコットランドの車両基地というコードを付番されたものの、1958年2月にロンドン・ミッドランド地域配下に移管されている。

## 愛称

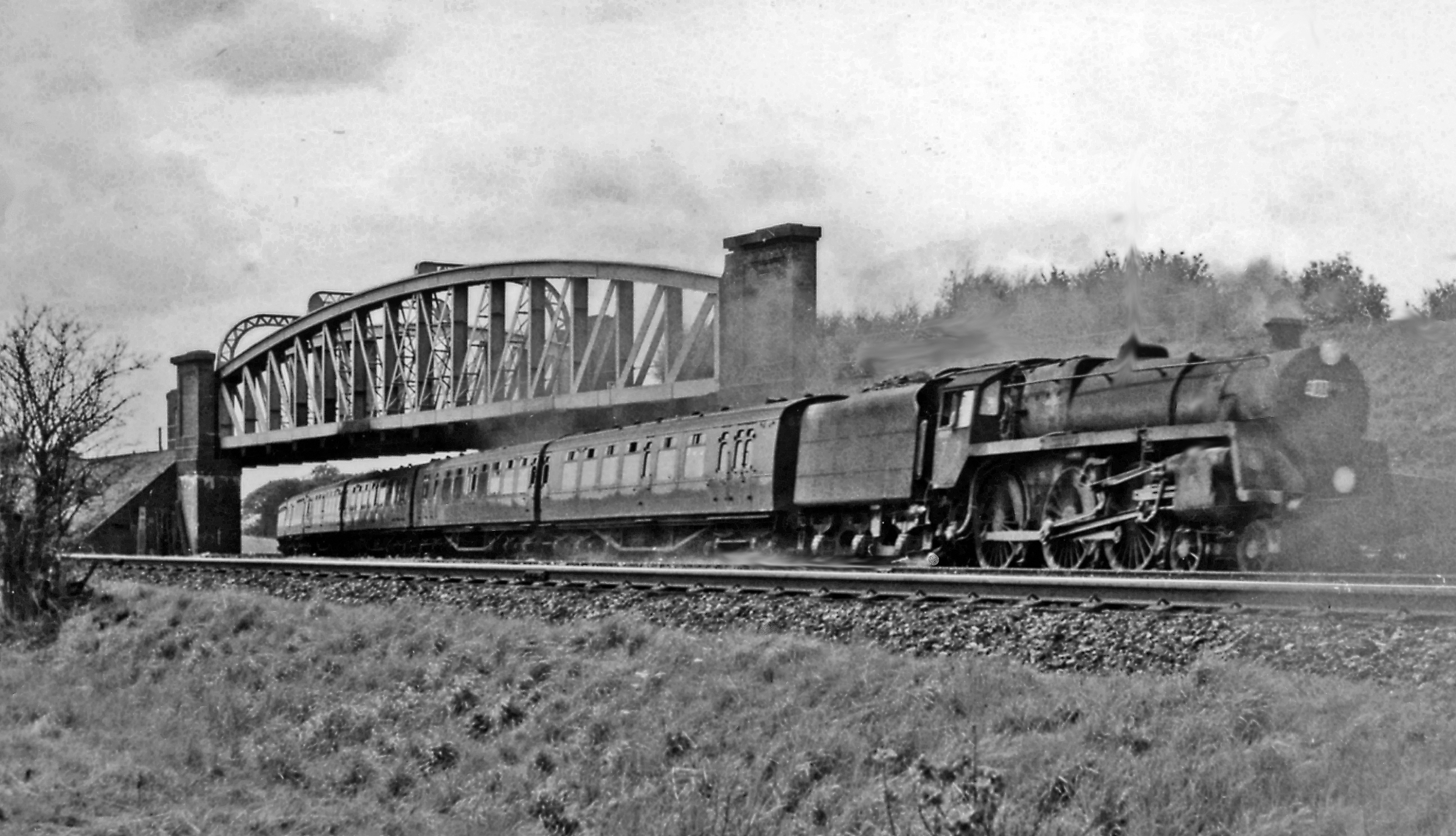
5MT級の73113機は 「Lyonesse」と命名。中央の駆動輪の上にネームプレートを掲げた。

1959年、南部に配属する機関車20台が命名される。それぞれ、サザン鉄道のN15形（アーサー級）の機関車にならい、『アーサー王物語』のキャラクターや伝説の剣にちなんでいる。
- 73080 Merlin
- 73081 Excalibur
- 73082 Camelot
- 73083 Pendragon
- 73084 Tintagel
- 73085 Melisande
- 73086 The Green Knight
- 73087 Linette
- 73088 Joyous Gard
- 73089 Maid of Astolat
- 73110 The Red Knight
- 73111 King Uther
- 73112 Morgan Le Fay
- 73113 Lyonnesse
- 73114 Etarre
- 73115 King Pellinore
- 73116 Iseult
- 73117 Vivien
- 73118 King Leodegrance
- 73119 Elaine

## 廃車
| 年   | 運行 （台） | 廃車 （台） | 機関車番号 | 備考 |
| ---- | ----------- | ----------- | --- | ---- |
| 1964 | 172         | 15          | 73012/17/24/27/46–47/52/58/61/74/76、73109/16/61/64.                                                                                                |      |
| 1965 | 157         | 43          | 73001/03/08/15/21/23/30–32/36/38/41–42/44/49/51/54/56/62–63/68/75/77/84/90–91、73103–04/06/11–12/22–24/47–48/52/62–63/65–68                         |      |
| 1966 | 114         | 38          | 73005/07/09/13/16/28/55/57/72/78/80–83/86–89/95/98–99、73101–02/05/07–08/14/20–21/45/49–51/53–54/69–71                                              |      |
| 1967 | 76          | 53          | 73002/04/06/11/14/18–20/22/25–26/29/37/39/43/45/48/59–60/64–66/70–71/73/79/85/92–94/96–97、73100/10/13/15/17–19/27/29–30/37/39–41/44/46/55–56/58–60 |      |
| 1968 | 23          | 23          | 73000/10/33–35/40/50/53/67/69、73125–26/28/31–36/38/42–43/57                                                                                        |      |

## The accident
On Monday, 25 August 1958, at 7:27 a.m., the 7:45 p.m. sleeper-car steam train originating from Glasgow "ran past the home signal at Eastbourne at danger." A second train, the 6:47 a.m. multiple-unit, 12-coach, electric passenger train from Ore to London Bridge station, was at the number 4 platform at the Eastbourne station awaiting departure. The first train was carrying 36 passengers and the second 150 passengers. After passing the home signal, the steam train struck the EMU travelling at a speed of about 25 m.p.h.
The 06:47 Ore to London Bridge service was about to depart Platform 4. Although scheduled to depart Eastbourne at 07:25, it was running four minutes late. The train had only started to leave when the 19:45 Glasgow to Eastbourne car sleeper service collided head on at about 25マイル毎時 (40 km/h). The sleeper train had been running twelve minutes late on leaving Mitre Bridge Junction, London, where the locomotives are changed and had arrived at Polegate six minutes late. It left Polegate on time and on approaching Eastbourne was signal checked. Driver Alfred Wembridge failed to see the home signal was set at 'danger' and drove straight through the points, into the path of the oncoming London Bridge service.

## Details
Composition of trains:
- The 06:47 train from Ore to London Bridge was made of 12 coaches from two electric multiple units, formed by a 6PUL unit 3014 and a 6PAN unit 3032.
- The 19:47 Glasgow to Eastbourne car sleeper consisted of 16 vehicles, two coaches, three sleeping cars, ten vans for luggage and motor cars and a guards van at the rear and was hauled by a Standard Class 5 4-6-0 tender engine, No. 73042.

The official accident report stated that the front carriage of the London Bridge train telescoped onto the second coach, forcing both vehicles into the air and onto their sides. The leading coach struck a heavy signal gantry, causing it to collapse, landing away from the coaches. The underframe of the third coach was slightly bent. The steam locomotive derailed and the front end and smokebox were damaged but the leading coach was buffer locked with the tender, although some vans towards the rear of the sleeper train did suffer some damage by derailing and bent buffers.
The only fatalities occurred in the London Bridge train. The motorman and three passengers were killed at the scene; the fourth passenger died later in hospital. A total of 40 people sustained injuries in the incident.
The enquiry noted that there was heavy rain in the area leading up to the accident although at the time of the incident this was reduced to a light drizzle as reported by many members of staff.
Driver Wembridge was acquitted of manslaughter at Sussex Assizes in December 1958.
1958年8月25日、73042号はグラスゴー発イーストボーン行き寝台列車を牽引していた。この列車は信号をオーバーランし、イーストボーンの電車2編成と正面衝突を起こす。およそ25mphと危険な速度でホーム信号を通過した寝台列車は16両編成であった（客室2両、寝台車2両、貨物と自動車用貨車10両、後尾のガードバン）。ロンドン・ブリッジ駅行きの電車は電気機関重連で、客車2両の後ろに鉱石運搬の貨車を連結した12両編成であった。2両目の客車が脱線、双方の列車は空中に飛び上がり脱線転覆、客車1両目が直撃した信号ガントリーは大破したものの、客車から離れた場所に倒れた。
グラスゴー発の寝台列車は乗客36名。ロンドン・ブリッジ行きの電車には150名の乗客が乗り合わせ、運転士を含む死者5名、負傷者40名を出している。
同じ1958年、73111号はハンプシャー州ミルブルックで旅客列車を牽引中に脱線事故を起こした。列車下部の一連のポイントを動かすモーターの故障が原因だった。

## バリエーションと改良案
本形式での主なバリエーションは弁装置で、142両がワルシャート式を、残りの30両がカプロッティ式を採用した。これらの2つのグループ間で走行性能に差はほとんどなかったが、カプロッティ式を搭載した機関車は優れた高速走行性を発揮すると評判だった。カプロッティ式は導入コストが高いものの、車検間隔を長く取れることから相殺でき、この弁装置を装着する標準蒸気機関車がさらに増える可能性もあった。
ドンカスター工場では、本形式向けに複合式煙突を設計した。これは4形4-6-0の数台が採用した煙突と同じで、排煙が改善され機関効率が向上する性能を備えていた。ただし運行当初から高性能を示す本形式への採用は進まず、さらに1955年の近代化計画が複合式煙突に活躍の場を奪った。
それとは別に、9F形が西部地域で不評を買ったことから、本形式をベースに貨物用機関車を製造するという提案が出される。経営陣は9F形への批判対策で旧式の2-8-0機関車を投入、9F形は大規模貨物輸送には馬力が強すぎ、設計と運用のコスト高が著しいと判断する。英国運輸委員会はそれを受け、LMSの5形および同8形に合わせ、5形ベースの8F形（2-8-0）を設計した。5形の牽引力を増やすためボイラー圧力を250 psiに強化し、動輪は直径5 ft 0 in（1.524m）を採用した。量産開始の準備中に鉄道近代化が公表され、計画は頓挫する。

## 保存
5両が動態保存されている。保存用の73050は直接、イギリス国鉄から購入されたが、他の4両はすべて、バリー島のウッドハム・ブラザーズ廃車場送りになった車体を引きあげ、復元したものである。
| 番号と名前                                                | 炭水車 | 工場         | 年数       | 完成       | 運行期間   | 保存鉄道                    | 塗装                            | 説明 | 写真 |
| --------------------------------------------------------- | ------ | ------------ | ---------- | ---------- | ---------- | --------------------------- | ------------------------------- | --- | ---- |
| 73050 "City of Peterborough" シティー・オブ・ピーターバラ | BR1G   | ダービー     | 1954年04月 | 1968年06月 | 14年2か月  | ネネバレー鉄道（en）        | 初期のエンブレム （BR黒線）     | 所有者ピーターバラ市議会から99年リースで貸与を受け、ネネバレー鉄道が運営。1968年に廃車、2014年にネネバレー鉄道でも最後のボイラーチケットが期限切れになって再び廃車。修理を待つうち2019年3月27日の発表では、この機関車の炭水車は9形92134号機に使用するため、ノースヨークシャームーア鉄道に貸与したという。 この取引により92134号の復元完了が優先されると、73050号のオーバーホールを短期間で済ませるには多額の資金調達が必要。修理完了の見込みは2021年、ただし解体整備費用は募金頼み。完了延期が懸念される。 |      |
| 73082 "Camelot"                                           | BR1B   | ダービー     | 195507月   | 196606月   | 10年11か月 | ブルーベル鉄道              | 初期のエンブレム （BR黒線）     | 2025まで車検有効。ブルーベル鉄道から西サマセット鉄道へ移転した。 |      |
| 73096                                                     | BR1G   | ダービー     | 1955年11月 | 1967年11月 | 12年       | Mid Hants Railway           | 後期のエンブレム （BRグリーン） | 2017年11月、Mid Hants Railwayは個人所有者からこの機関車を40万ポンドで購入。これに先立ち、同鉄道はボイラーチケット期限切れの2011年まで同機を運行。その後、保管していた車体を2015年末にサウソールに移転。 Mid Hants Railwayは73096号を保存鉄道の理想的な機関車と見なしており、列車を牽引でき運行も経済的、機械レイアウトも複雑ではないと評価した。 同式で運用する本線唯一の機関車だったが、2018年に廃車。 |      |
| 73129                                                     | BR1B   | ダービー     | 1956年8月  | 1967年12月 | 11年4か月  | Midland Railway - Butterley | 初期のエンブレム （BR黒線）     | 2016年にボイラーチケットの期限切れにより、静態保存中。イギリス国内に残るカプロッティ式弁装置を備えた機関車は本機を含めて2台のみ。 |      |
| 73156                                                     | BR1B   | ドンカスター | 1956年12月 | 1967年11月 | 10年11ヶ月 | Great Central Railway       | 初期のエンブレム （BR黒線）     | 2018年5月に就役。 |      |